# Bray-et-Lû
Bray-et-Lû egy község Franciaországban. Lakosainak száma 957 fő (2022. január 1.).

## Földrajza
Bray-et-Lû Montreuil-sur-Epte, Amenucourt, Ambleville, Chaussy és Vexin-sur-Epte községekkel határos.

## Testvértelepülések
- Wilmington